# Adam Bielański (1881–1964)
Adam Bielański, właśc. Adam Kazimierz Firlej-Bielański h. Lewart (ur. 1881 w Łańcucie, zm. 1964 w Krakowie) – hydrochemik, wieloletni Dyrektor Dróg Wodnych w Krakowie.

## Życiorys
Adam Bielański był związany z Uniwersytetem Jagiellońskim i Akademią Górniczo-Hutniczą, w których pełnił funkcje administracyjne. W AGH był dziekanem Wydziału Inżynierii Materiałowej i Ceramiki, a zorganizował tam Wydział Mineralny.
Był współautorem zrealizowanych planów przeniesienia koryta rzeki Rudawy z centrum miasta, co zapobiegło licznym powodziom jakie nawiedzały miasto. Po wybuchu II wojny światowej czynnie uczestniczył w ewakuacji skarbów wawelskich i przeniesienia ich drogą wodną do Sandomierza.
Był mężem Marii z Bogdańskich, współzałożycielki krakowskiego Towarzystwa Ogrodniczego. Ojciec prof. dr. hab. Władysława Bielańskiego, prof. dr. hab. Adama Bielańskiego, prof. dr hab. Zofii Bielańskiej-Osuchowskiej.
Zmarł w Krakowie, pochowany na cmentarzu Rakowickim (kwatera PAS 4-zach-po lewej Mikesków).